# Kolivanyi járás

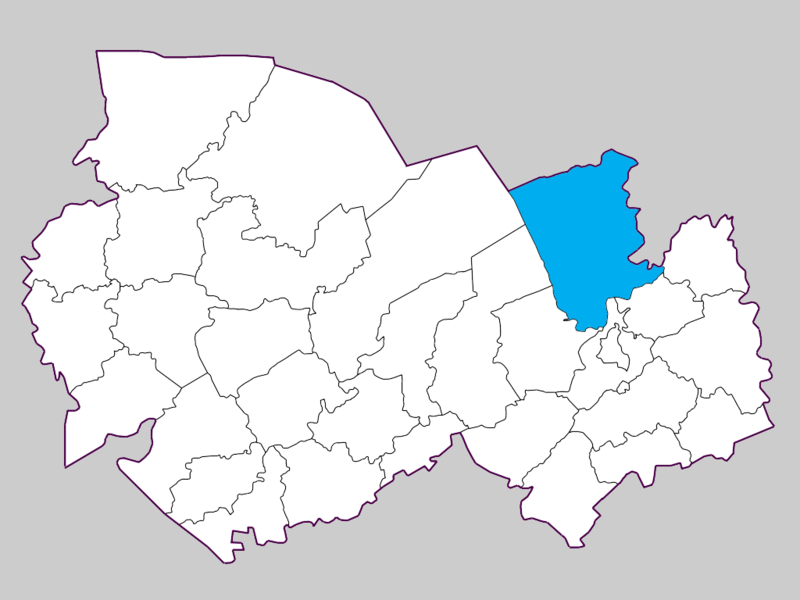
A Kolivanyi járás a Novoszibirszki területen

A Kolivanyi járás (oroszul Колыванский район) Oroszország egyik járása a Novoszibirszki területen. Székhelye Kolivany.

## Népesség
- 1989-ben 28 292 lakosa volt.
- 2002-ben 25 737 lakosa volt, melynek 90%-a orosz, 3,5%-a tatár, 1,1%-a csuvas.
- 2010-ben 24 049 lakosa volt, melyből 22 442 orosz (94,2%), 595 tatár (2,5%), 179 német (0,8%), 129 ukrán (0,5%), 95 örmény (0,4%), 68 azeri (0,3%), 62 csuvas (0,3%), 43 fehérorosz (0,2%), 41 üzbég (0,2%), 23 kazah, 18 tadzsik, 15 moldáv, 14 mari stb.